# Mangelia loraeformis
Mangelia loraeformis är en snäckart som beskrevs av Dall 1927. Mangelia loraeformis ingår i släktet Mangelia och familjen kägelsnäckor. Inga underarter finns listade i Catalogue of Life.